# 陳振先
陳振先（1876年1月12日—1938年2月23日）字鐸士。原籍广東省广州府新会县，生于广東省广州府南海县佛山分府。清末民初政治人物、農業經濟學家。

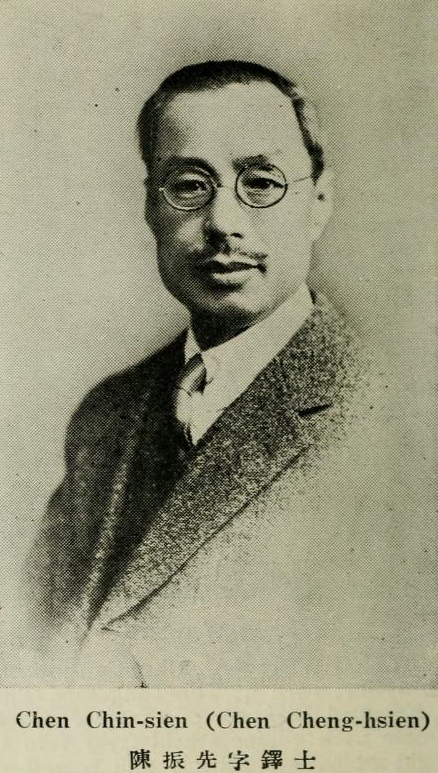
陳振先

## 生平

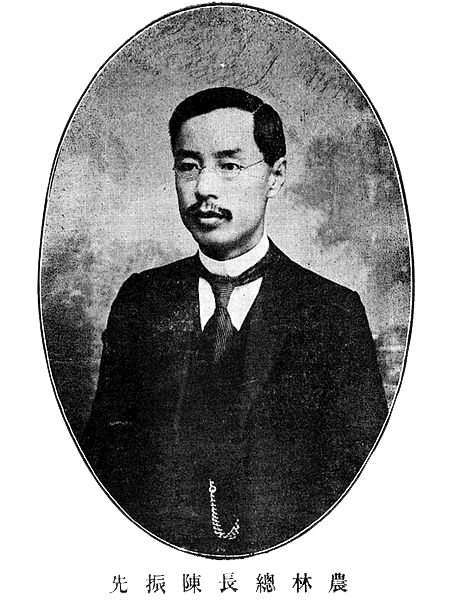
民國二年（1913年）時任農林總長的陳振先

清末駐美公使館書記官。美國加利福尼亞大學畢業。回國後授農科進士。1909年（宣統元年）授翰林院編修，歷奉天省農事試驗場監督、考察憲政大臣随員等職。
中華民國成立後，任北京政府農林部次長。7月陸徵祥内閣上台後改農林總長，後留任於趙秉鈞内閣。次年3月，兼任署理教育總長。熊希齡内閣成立後，改任總統府顧問。1918年（民國7年）任安福國會參議員。1927年（民國16年）任北京稅務學校校長兼經濟學教授。歷任清華大學、北京大學教授。1935年（民國24年），任國民政府軍事委員会委員長四川行營第2廳廳長。次年，任實業部農本局總經理，兼湖北省金水流域農場場長。
1938年（民國27年）2月23日，於金水農場被暴民殺害。